# 北野剛寛
北野 剛寛（きたの たかひろ、1975年5月3日 - ）は、NHKのアナウンサー。

## 人物
岡山県岡山市出身。鳥取県立米子東高等学校を経て、京都大学文学部を卒業後、1999年に入局。

## 嗜好・挿話
- 広島放送局までは各放送局でプロ野球、ラグビー、競泳、スキージャンプなどの実況やリポートを担当していた[注釈 1]。東京アナウンス室では、NHKニュースおはよう日本（土日祝）のスポーツキャスターなどを担当した。
- 山口放送局赴任に際し、「おはよう日本」のブログに「岡山生まれ、鳥取育ち、初任地が島根、前任地が広島ですので[注釈 2]、これで中国地方『完全制覇』です（笑）」と記した[3]。山口放送局赴任当初の自己紹介でも、同様の記述をしていた。

## 現在の担当番組
- 首都圏ネットワーク（リポーター：2025年4月 - ）（メインキャスター：2025年6月23日-6月25日：一橋忠之の代理）
- 首都圏ニュース845（キャスター：2025年4月 - ）
- NHKジャーナル（メインキャスター：2025年3月31日 - ）（野村優夫と隔週で担当）

## 過去の担当番組
松江放送局時代（1度目）（1999年度 - 2003年度）
- 島根のニュース・中継・リポート
- 情報満開!しまねっと 初代キャスター（隔週担当）

鹿児島放送局時代（2004年度 -  2008年度）
- 鹿児島のニュース・中継・リポート
- さきどり!情報かごしま（2005年4月 - 2006年0月27日）
- 情報WAVEかごしま（2008年6月 - 2009年3月）
- NHKニュースかごしま（不定期）
- ニュース845かごしま（不定期）
- NHKニュース おはよう日本 スポーツキャスター（2008年9月1日 - 5日） - 望月啓太のキャスター代行

札幌放送局時代（2009年度 - 2012年度）
- ネットワークニュース北海道（2011年3月28日 - 4月1日） - 登坂淳一が東日本大震災発生に伴う非常報道体制により東京へ応援に出たことに伴うキャスター臨時代行[注釈 3]
- ニュース北海道645（不定期）
- 第53回NHK杯ジャンプ大会（2012年2月5日） - 実況
- 2013世界アルペン選手権実況（オーストリア・シュラートミング）
  - NHKニュースおはよう北海道（2011年4月 - 2012年3月）
- ニュースウオッチ9 スポーツキャスター（2012年12月10日 - 14日） - 廣瀬智美のキャスター代行

広島放送局時代（2013年度 - 2016年度）
- リオ五輪7人制ラグビーアジア最終予選リポーター（香港）2015年11月
- おはようちゅうごく キャスター（2016年4月 - 2017年3月）
- アジア水泳選手権実況（2016年）
- ラグビー大学選手権実況（2017年1月2日）
- お好みワイドひろしま（不定期・お好みスポーツ・出山知樹、小松宏司のキャスター代行など）
- ひろしまニュース845（不定期）
- ひろしまニュース645（不定期）
- NHKプロ野球他スポーツ中継（水泳・ラグビー・アルペン競技など）

東京アナウンス室時代（1度目）（2017年度 - 2018年度）
- NHKニュースおはよう日本 スポーツキャスター（土曜・日曜・祝日担当、2017年4月8日 - 2019年3月31日）
- 首都圏ネットワーク ニュースリーダー・リポーター（不定期・2017年3月31日 - ）
- 関東甲信越のニュース（不定期・平日）
- 首都圏ニュース845（2017年7月5日・高井正智のキャスター代行[注釈 4]）
- NHKニュース（年始等）
- 2018年7月の平成30年7月豪雨発生時には、かつて勤務していた広島放送局に応援で派遣され、災害情報を中心にニュースを担当した。

山口放送局時代（2019年度 - 2021年度）
- 東京パラリンピックスタジオインタビュー（2021年8月）
- 情報維新!やまぐち（キャスター・2019年4月1日 - 2022年4月1日）
- 情報維新!やまぐち845（不定期）
- 山口県のニュース・気象情報（山口放送局発の緊急報道を含む）
- スポーツ中継（高校野球山口県大会等）

松江放送局時代（2度目）（2022年度 - 2024年度）
- しまねっとNEWS610（メインキャスター 2022年4月4日 - 2025年3月21日）
- しまねっと845（不定期）
- 島根県のニュース・気象情報
- スポーツ中継（高校野球島根県大会等）
- 第104回全国高等学校野球選手権島根県大会決勝戦　実況（ラジオ第1）（2022年7月28日）
- マイあさ!（スポーツキャスター：上野速人の代理、2023年8月21日 - 2023年8月25日）※同期間、同じく上野が担当するひるのいこいも代行した。
- NHKジャーナル（メインキャスター：野村優夫の代理、2024年8月19日 - 2024年8月23日）

東京アナウンス室時代（2度目）（2025年度 - ）
- 首都圏ネットワーク（メインキャスター：一橋忠之の代理、2025年6月23日-2025年6月25日）
- ニュース645福岡（2025年4月26日、福岡放送局への応援派遣）
- 九州・沖縄のニュース（2025年4月27日・28日、同上）